# Перша чжилійсько-фентянська війна
Перша чжилійсько-фентянська війна (кит.: 第 一次 直 奉 战争; піньїнь: Dìyīcì Zhí Fèng zhànzhēng) — збройний конфлікт, що відбувався в Китаї 1922 року між Чжилійською та фентянською кліками за управління Пекіном. Війна призвела до поразки фентянської кліки й виключення її лідера Чжан Цзоліня зі складу коаліційного уряду. У Пейфу за ту перемогу отримав пост стратега.

## Передумови
1920 року відбулась чжилійсько-аньхойська війна, в якій Чжан Цзолінь підтримував Чжилійську кліку проти урядової Аньхойської кліки. Після перемоги в тому протистоянні чилійці спільно з фентянцями захопили Пекін і сформували спільний уряд.
Чжилійську кліку підтримували англійці й американці, а фентянську — японці, які до війни 1920 року підтримували Аньхойську кліку.
1922 року фентянці форсували зміну прем'єр-міністра Цзінь Юйпена на Лян Шиї без узгодження з чжилійцями. Новий прем'єр одразу ж оголосив амністію шести керівникам Аньхойської кліки, що спричинило різки протест із боку Чжилійської кліки.
Конфлікт розгорівся з іще більшою силою, коли новий кабінет міністрів відмовився виділити близько трьох мільйонів доларів бюджету військовому міністерству, що були обіцяні раніше. В результаті 25 січня 1922 року У Пейфу й інші чилійські керівники подали у відставку. Виникла урядова криза, яку Чжан Цзолінь намагався розв'язати шляхом військової загрози. 10 квітня 1922 року були зібрані війська, до 25 квітня У Пейфу намагався не давати формальних приводів для військового протистояння.

## Розподіл сил
Чжилійська кліка зібрала 109-тисячну армію, натомість фентянська зібрала 120 тисяч осіб. Головнокомандувачем чжилійців був У Пейфу, який керував західним фронтом. Центральним фронтом командував Ван Ченбін, а східним — Чжан Гожун. Чжилійські війська також мали підтримку з боку південних провінцій залізницею Пекін-Ханькоу.
Чжан Цзолінь керував фентянською армією та східним фронтом, західним фронтом командував Чжан Цзінхуей. Фентянські війська постачались і підтримувались в тому числі японцями.

## Стратегії
Задумом фентянців була атака чжилійців з двох фронтів. Штаб фентянської армії розміщувався в Цзюньлянчені (нині у складі Тяньцзіня). Там же розміщувалось командування східного фронту. 29 квітня Чжан Цзолінь прибув до штабу й одразу віддав наказ починати атаку. Штаб західного фронту розміщувався в селищі Чансіньдянь (нині входить до складу Фентай, район Пекіна). Західний фронт складався з трьох дивізій та мав атакувати Баодін, де розташовувався штаб чжилійської армії.
Чжилійська армія розгорнулась за трьома фронтами. У Пейфу на чолі 3-ї дивізії розташовувався на заході зі штаб-квартирою біля річки Люліхе. Ван Ченбін очолював 23-тю дивізію, що розташовувалась у повіті Гуань (нині входить до складу Ланфана). Чжан Гожун перебував на чолі 26-ї дивізії на сході, в повіті Дачен (нині також входить до складу Ланфана), додатково на східний фронт була перекинута 24-та дивізія, якою командував Чжан Фулай.

## Перебіг бойових дій
Фентянська армія розташувалась на західному фронті ще 10 квітня. Після початку війни 29 квітня чжилійці зазнавали поразок на східному фронті. Західний фронт чжилійської армії потрапив під важкий обстріл фентянців. 30 квітня У Пейфу особисто вирушив на лінію фронту, щоб організувати масований обстріл фентянців. При цьому головні сили обходили фентянців позаду. 4 травня чжилійці раптово напали на 16-й полк, який було сформовано з колишніх чжилійських військ Фен Гочжана, й полк здався. Тимчасово організована Перша фентянська дивізія була змушений відступити на Фентай, й оборона впала. Тільки тоді дивізію вдалось перешикувати для контратаки, чжилійські авангарди були розбиті, й Чансіньдян був знову зайнятий.
Успіх фентянської армії був нетривалим. У Пейфу змінив тактику: імітуючи відступ, він заманив фентянську армію в засідку. Нічого не підозрюючи, фентянці здійснили різкий марш-кидок, і не були готові до битви. Чжилійці їх оточили та цілковито знищили. Таким чином на західному фронті було здобуто цілковиту перемогу чжилійської армії, й основні зусилля перемістились на східний фронт.
Фентянська армія спочатку здобувала перемоги й на східному фронті. 29 квітня після наступу фентянців фронт чжилійської армії був зім'ятий, і чилійців відкинули до Женьцю й Хецзяні (нині обидва входять до складу Цанчжоу).
Однак бойовий дух фентянців різко впав після звісток про поразки на західному фронті. Генерал Бао Дешань відмовився продовжувати атаку та зупинив свій лівий фланг, залишивши його неприкритим. Щоб уникнути ізоляції, Чжан Цзолінь віддав наказ на загальний наступ, намагаючись уникнути цілковитого знищення. Головною ціллю нападу чжилійців стала друга дивізія, якою командував син Чжан Цзоліня, Чжан Сюелян. Після цілковитої перемоги на західному фронті У Пейфу передислокував 3-тю та 26-ту дивізії та взяв керівництво операцією з нападу на дивізію Чжан Сюеляна в свої руки. Останньому вдавалось відбивати атаки противника з мінімальними втратами, тим не менше він був змушений здійснити організований відступ, залишаючи територію.
Третій дивізії фентянської армії на східному фронті під командуванням Лі Цзінліня спочатку теж удавалось проводити успішні контратаки в районі Яомаду. Незважаючи на перемоги та взяття в полон багатьох солдатів противника, звістки з західного фронту стали для дивізії приголомшливими. Скориставшись ваганнями противника, чжилійці відновили атаки, спрямувавши удар на штаб у Мачані (повіт Цінсянь, Цанчжоу). В результаті удару фентянці втратили сім тисяч осіб убитими чи взятими в полон та були змушені віддати Янлюцін (у Сіціні). Дивізія відступила до Бейцана (в районі Бейчень). Готуючись організувати оборону міста Цзюнлянчен (у Дунлі), фентянці зустріли чжилійське 20-тисячне підкріплення, що прибуло потягом. Зазнавши поразки, рештки фентянської армії втекли до Луаньчжоу.
Стало вже очевидним, що Фентянська кліка зазнала нищівної поразки. 5 травня 23-тя дивізія чжилійської армії під командуванням Ван Ченбіна ввійшла до Тяньцзіня. Фентянці втратили понад двадцять тисяч загиблими, десятки тисяч здезертирували, а сорок тисяч здались у полон.

## Наслідки
До часу завершення активних бойових дій британські місіонери зуміли переконати керівництво Чжилійської кліки в необхідності укладення мирного договору за посередництва британського консула в Луаньчжоу. Англійці запропонували Чжан Цзоліню вивести всі війська з Шаньхайгуані (нині у складі Ціньхуандао), зобов'язавши чжилійців припинити переслідування. 18 червня представники обох сторін підписали мирну угоду на борту британського військового судна біля берегів Ціньхуандао відповідно до пропозиції британського консула. Шаньхайгуанська стіна стала межею між територіями двох клік. Фентянські війська відступили до Маньчжурії, а чжилійці на чолі з У Пейфу взяли під контроль центральний уряд у Пекіні.
Друга чжилійсько-фентянська війна, що спалахнула 1924 року, завершилась Пекінським переворотом і поверненням фентянців до влади.